# Permesso di costruire
Il permesso di costruire è un'autorizzazione amministrativa prevista dalla legge italiana, concessa dal comune, che autorizza l'attività di trasformazione urbanistica ed edilizia del territorio, in conformità agli strumenti di pianificazione urbanistica. 
In linea generale le nuove costruzioni e gli interventi di ristrutturazione edilizia o urbanistica di un certo rilievo sono quasi sempre soggetti al rilascio del permesso di costruire.

## Fonti normative
A livello nazionale l'istituto è disciplinato dal testo unico dell'edilizia del 2001 che ha sostituito quelli precedenti della concessione edilizia di cui alla legge 28 gennaio 1977, n. 10 (legge Bucalossi) e della licenza edilizia di cui all'art. 31 della legge 17 agosto 1942, n. 1150.
La competenza concorrente circa la potestà legislativa in Italia in materia urbanistica ed edilizia tra Stato e regioni ha poi spinto molte amministrazioni regionali a legiferare sul tema con norme tendenti a regolarne l'ambito di applicazione.

## Caratteristiche

### I soggetti richiedenti
Il permesso di costruire è richiesto dai soggetti che hanno titolarità a effettuare gli interventi che non sono soggetti a procedure semplificate e, generalmente, è soggetto al pagamento di oneri concessori (analogamente al precedente istituto della concessione edilizia).

### I requisiti per il rilascio
Gli interventi la cui realizzazione è subordinata al preventivo rilascio del permesso di costruire sono indicati, oltre che nel DPR 6 giugno 2001, n. 380, anche dalle leggi regionali che possono eventualmente integrare la materia.
Alla richiesta di permesso di costruire deve essere allegato un progetto - redatto da un professionista abilitato all'esercizio della professione - che descriva compiutamente e dettagliatamente le opere che si intendono eseguire e ne attesti la conformità urbanistico/edilizia e la rispondenza ai requisiti normativi tecnici (es. antisismici, acustici, di isolamento termico, ecc.).
Qualora l'intervento interessi beni soggetti a particolari tutele (ambientali, architettoniche, artistiche, ecc.) il rilascio del permesso di costruire è vincolato al preventivo nulla osta da parte dell'ente deputato alla tutela del vincolo.

### Il silenzio-assenso
Il decreto legge 13 maggio 2011, n. 70, convertito in legge 12 luglio 2011, n. 106, ha introdotto il principio del "silenzio-assenso" per il rilascio del permesso di costruire. La domanda per l'ottenimento del permesso va presentata allo sportello unico per l'edilizia (S.U.E.) corredata dalla documentazione tecnica necessaria. Lo stesso decreto stabilisce che i Comuni che non si sono dotati di sportello unico per l'edilizia possono essere commissariati.
Il S.U.E., ricevuta la richiesta di permesso, deve nominare entro 10 giorni il responsabile del procedimento il quale, entro sessanta giorni dalla presentazione della domanda, deve concludere l'istruttoria (valutare, cioè, la conformità del progetto alle varie normative vigenti e verificare la documentazione allegata) e formulare una proposta di provvedimento, corredata da una dettagliata relazione. Il responsabile del procedimento, qualora ritenga che ai fini del rilascio del permesso di costruire sia necessario apportare modifiche di modesta entità rispetto al progetto originario, può richiedere tali modifiche, illustrandone le ragioni. L'interessato si pronuncia sulla richiesta di modifica entro il termine fissato e, in caso di adesione, è tenuto a integrare la documentazione nei successivi quindici giorni. Il provvedimento finale, che lo sportello unico provvede a notificare all'interessato, è adottato dal dirigente o dal responsabile dell'ufficio, entro il termine di trenta giorni dalla proposta del responsabile del procedimento. Decorso inutilmente il termine per l'adozione del provvedimento conclusivo, ove il dirigente o il responsabile dell'ufficio non abbia opposto motivato diniego, sulla domanda di permesso di costruire si intende formato il silenzio-assenso, fatti salvi i casi in cui sussistano vincoli ambientali, paesaggistici o culturali.